# 宋博轩
宋博轩（1989年9月16日—），是中国职业足球运动员，主要司职左翼，目前效力于天津天海。
2007年，尚未满18岁的宋博轩开始代表天津火车头参加乙级联赛，2009年是火车头体协参加十一运会和火车头雅琪参加联赛的绝对主力。
2010年1月，他与队友冯仁亮、王冠伊一起加盟中超上海申花。第一次进入顶级联赛的宋博轩很快赢得主帅布拉泽维奇的信任，在第一阶段的联赛中首发出场了全部比赛，在多场比赛中还从习惯的边前卫位置转移到边后卫。6月份联赛休战期，宋博轩凭借之前出色的表现入选了国奥队。2011年，宋博轩在赛季初即受伤，因此错过了绝大多数比赛，直到后期才重新回到比赛阵容中。2014年1月，加盟北京国安。